# 3337 Мілош
3337 Мілош (3337 Miloš) — астероїд головного поясу, відкритий 26 жовтня 1971 року чехословацьким астрономом Любошем Когоутеком. Названий на честь чеського астронома Мілоша Тихого.
Тіссеранів параметр щодо Юпітера — 3,303.